# Apogon queketti
 Apogon queketti és una espècie de peix de la família dels apogònids i de l'ordre dels perciformes. Va ser descrit per John Dow Fisher Gilchrist el 1903. Poden assolir fins a 8 cm de longitud total. Es troba al sud del Mar Roig, Mar d'Aràbia i KwaZulu-Natal (Sud-àfrica).